# Bahama-szigeteki karaka
A Bahama-szigeteki karaka (Caracara creightoni) egy kihalt madárfaj a Bahamákról és Kubáról.

## Elterjedése
A Bahama-szigeteken és Kuba területén élt, de még jóval az első európaiak beérkezése előtt kihalt csupán fosszíliákból ismert.

## Holotípusa
A faj holotípusa egy UF 3153 nevű példány (egy kézközépcsontból áll).

## Megjelenése
Magassága 58 centiméter.

## Fordítás
Ez a szócikk részben vagy egészben  a   Bahaman caracara című angol Wikipédia-szócikk ezen változatának fordításán alapul.  Az eredeti cikk szerkesztőit annak laptörténete sorolja fel. Ez a jelzés csupán a megfogalmazás eredetét és a szerzői jogokat jelzi, nem szolgál a cikkben szereplő információk forrásmegjelöléseként.